# Tropa de Elite
Tropa de Elite [ˈtrɔpa dʒi eˈlitʃi] ist ein brasilianischer Spielfilm des Regisseurs José Padilha. Der Film thematisiert die Arbeit des Batalhão de Operações Policiais Especiais (BOPE), einer Spezialeinheit der Militärpolizei von Rio de Janeiro. Er basiert auf dem Buch Elite da Tropa des brasilianischen Soziologen Luiz Eduardo Soares und zweier ehemaliger Angehöriger der BOPE, André Batista und Rodrigo Pimentel. Der Film erhielt mehrere Auszeichnungen in Brasilien und Portugal. Die Titelmusik der brasilianischen Rockgruppe Tihuana erreichte Platinstatus und wurde millionenfach aus dem Internet heruntergeladen.
Am 16. Februar 2008 wurde der Film auf der Berlinale mit dem Goldenen Bären als bester Film ausgezeichnet.

## Handlung
Capitão Nascimento ist Führer eines Einsatzkommandos der BOPE, der Elitetruppe der Militärpolizei von Rio de Janeiro. Anlässlich des Papstbesuchs in Brasilien 1997 erhält seine Einheit den Auftrag, in den Favelas von Rio vorübergehend für Ruhe zu sorgen. Nascimento leidet an Panikattacken und übersteht die brutalen Einsätze oft nur mithilfe von Beruhigungspillen. Seine Frau erwartet ein Kind von ihm und drängt ihn, seinen gefährlichen Job aufzugeben. Er bittet um seine Entlassung, die ihm aber nur gewährt wird, wenn er persönlich einen Nachfolger auswählt. Die Jugendfreunde Neto und Matias, frischgebackene Polizisten aus Überzeugung, leiden an der Korruption in ihren Einheiten und bewerben sich für die Elitetruppe. Sie müssen in einem extrem harten Auswahlverfahren ihre Ausdauer und ihre Ehrenhaftigkeit unter Beweis stellen. Als Matias, welcher neben seinem Dienst in der Polizei an der Universität Recht studiert, eine Bedrohung für den durch Banden einer Favela kontrollierten Drogenhandel mit Oberschichtskindern an der Universität wird, will ihn der Bandenchef Baiano aus dem Weg räumen. Die Aktion misslingt jedoch und an Stelle von Matias wird sein Freund Neto angeschossen und stirbt später im Krankenhaus. Danach kennt das Einsatzkommando nur noch ein Ziel: Baiano zur Strecke zu bringen. Schließlich wird er vom Kommando aufgespürt und angeschossen. Nascimento überlässt es daraufhin Matias, Baiano mit einer Schrotflinte zu töten. Dieser rächt seinen Freund und Nascimento hat in seinen Augen somit seinen würdigen Nachfolger gefunden.

## Hintergrund
Der Film war bereits vor seinem brasilianischen Kinostart am 12. Oktober 2007 durch Schwarzkopien weit verbreitet; rund zwölf Millionen Menschen sahen den Film vorab. Auf brasilianischen Schwarzmärkten sowie im Internet verbreitete sich der Film sehr schnell, weil drei Mitarbeiter der Produktionsfirma „Drei Marc“, die den Film mit englischen Untertiteln versehen sollten, den Film veröffentlichten. Trotzdem wurde er mit 2,5 Millionen Kinobesuchern in seinem Produktionsland auch zu einem kommerziellen Erfolg.
Sowohl in Brasilien als auch international werden die mehrdeutige Darstellung der Polizeigewalt, des Drogenhandels und der Folter heftig diskutiert.

## Produktion
Laut eigenen Aussagen sprach Padilha während der zwei Jahre dauernden Recherche im Vorfeld der Produktion mit noch aktiven und ehemaligen Polizisten und Polizeipsychiatern. Er beabsichtigte zunächst, einen Dokumentarfilm zu drehen. Da seine Gesprächspartner nicht vor der Kamera reden wollten, erwies sich dies jedoch als nicht praktikabel. Da es darüber hinaus zu gefährlich gewesen wäre, Einsätze der Einheiten live zu filmen, entschloss er sich zu einem Film mit dokumentarischer Anmutung. Der Autor Rodrigo Pimentel war zwölf Jahre lang Offizier bei der Militärpolizei und diente weitere sieben Jahre als Hauptmann bei der BOPE.
Im Rahmen der Vorbereitungen zu den Dreharbeiten wurden die Schauspieler einem harten Training unterzogen, um sie in ihren Rollen möglichst authentisch wirken zu lassen. „Sie schliffen uns, als ob wir wie sie selbst lebenslang die Uniformen tragen würden. Und als wir in perfekter Aufstellung eine Favela stürmten, war jeder Ellbogen am richtigen Platz“, erzählt Wagner Moura. Die Drehtage in den Favelas der Stadt waren riskant. „Als Polizist verkleidet in den Favelas zu stehen, das war schon heftig“, erinnert sich Junqueira. „Wir mussten immer Jacken mit der Aufschrift ‚Filmteam‘ tragen, sobald die Kameras nicht liefen.“ Trotz aller Vorsichtsmaßnahmen wurde der Crew das Auto mit den Waffen gestohlen.

## Kritiken
„Der Film balanciert meisterlich zwischen Erzählung und (Pseudo-)Dokumentation, ist spannend und originell erzählt und macht es dabei niemandem recht – damit hält er sich von ideologischen Standpunkten fern und bewegt sich nahe an der Wirklichkeit.“

„So bleibt ‚Tropa de Elite‘ trotz aller stilistischen Rigorosität weit hinter Fernando Meirelles Favela-Epos ‚City of God‘ zurück. […] Wo Mereilles in seinem ausgeklügelten Gemisch aus Musikvideoästethetik und Quasi-Doku immer wieder auf analytische Distanz zu den Figuren und ihrer Politik geht, da macht Padilhas die Logik seiner Helden zur Logik seiner Erzählung.“

„Eine Stunde lang bewegt sich ‚Tropa‘ in dieser Gefahrenzone zwischen Exploitation-Kino und politischer Klage – fesselt, stößt ab, reizt. Dann entgleitet der Film seinem Regisseur.“

„Von Beginn an zieht die wacklige Handkamera von Lula Carvalho den Zuschauer ins Chaos der Favelas. […] Man kann das virtuos finden und intensiv. Oder aber grob und manieriert. ‚Tropa de elite – Elite Squad‘ ist kein Film der Zwischentöne. Schwarz oder weiß, gut oder böse – für Feinheiten ist hier kein Platz. Trotzdem gewann er 2008 den Goldenen Bären von Berlin. Auch das irritiert.“

„Als kultureller Virus ebnete der Film – er gewann den Goldenen Bären der Berlinale 2008 – den Weg für den Bolsonarismus. Er normalisierte erstmals seit der Redemokratisierung einen neofaschistischen Diskurs. Wenige Monate nach der Premiere forderte der Abgeordnete Flávio Bolsonaro (Sohn des jetzigen Präsidenten), dass das Symbol der im Film dargestellten Sondereinheit Bope zum Kulturerbe von Rio de Janeiro werde. Es zeigt einen Totenkopf mit zwei gekreuzten Pistolen. Zehn Jahre später trat sein Vater im Wahlkampf in Polizeikasernen auf und brüllte den Slogan der Elitetruppe: „Totenkopf!“ (...) Damals schrieb ich, dass der Film wie ein Motivationsvideo für die Bope wirkte. Es war ein Werk, das sich als Anklage verkleidete, in Wirklichkeit aber den Gegenstand seiner Kritik feierte.“

## Veröffentlichungen
Der Film wurde in Großbritannien im Jahr 2008 unter dem Titel Elite Squad auf DVD und Blu-ray Disc mit 111 bzw. 115 Minuten Laufzeit veröffentlicht. In den USA erschien unter demselben Titel im Jahr eine DVD mit Regioncode 1 und 115 Minuten Laufzeit. Diese angelsächsischen Versionen wurden mit englischen Untertiteln versehen.

## Auszeichnungen
2008 erhielt der Film auf der Berlinale den Goldenen Bären als bester Film, beim Festival Hola Lisboa wurde er ebenfalls als bester Film ausgezeichnet. Beim großen Preis des brasilianischen Films (Grande Prêmio Vivo do Cinema Brasileiro) wurden José Padilha als bester Regisseur, Wagner Moura als bester Schauspieler, Milhem Cortaz für die beste Nebenrolle, Lula Carvalho für die Kameraführung, Daniel Rezende für den besten Schnitt und viele weitere geehrt.

## Fortsetzung
Mit Elite Squad – Im Sumpf der Korruption (Originaltitel Tropa de Elite 2, Untertitel: pt. O Inimigo Agora É Outro, „Nun ist der Feind ein anderer“) kam in Brasilien am 8. Oktober 2010 eine Fortsetzung in die Kinos. Im Februar 2011 lief der Film auf der Berlinale im Panorama-Programm. Der Film spielt genau 13 Jahre nach dem ersten Teil und wurde von den Kritikern sowie vom Publikum überwiegend positiv aufgenommen.